# 문영남
문영남(文英男, 1960년 3월 13일 ~ )은 대한민국의 드라마 작가이다.

## 학력
- 속초여자고등학교 졸업[1]
- 서울여자대학교 국어국문학과 학사

## 생애
1991년 7월 소설 《분노의 왕국》으로 MBC 문학상을 수상하였으며, 같은 해 9월 《TV문예극장 - 검은 양복》으로 드라마 작가로 데뷔하였다. 1995년 자신의 소설 《황가네 식구들》을 각색한 가족 드라마 《바람은 불어도》가 폭발적인 흥행을 거두면서 스타 작가로 발돋음했다. 이어 1997년 일일극 《정 때문에》에서는 또 한 번 큰 인기를 끌었으며, 편당 200만 원이 넘는 원고료를 받으며 총 수익 7억 8백만 원으로 그 해 드라마 작가 중 최고 수입을 기록하였다.
1999년에는 MBC로 옮겨와 《남의 속도 모르고》을 집필하여 성공을 거두었으나, 이어진 《결혼의 법칙》과 SBS 《그 여자 사람잡네》이 부진을 면치 못했다.
2004년 KBS에 복귀한 후 《애정의 조건》, 《장밋빛 인생》, 《소문난 칠공주》, 《수상한 삼형제》 등 KBS 드라마본부에서 집필한 드라마에서 최고 시청률 40%를 넘는 압도적인 시청률을 기록하였으며, 2013년 《왕가네 식구들》의 경우 50%에 육박하는 최고 시청률을 기록하였다.
작품 활동에 있어 2000년대 중반까지는 훈훈하고 애틋한 가족애를 다룬 드라마나 통속극을 주로 집필하였으나, 2007년 《조강지처 클럽》에서의 파국적이고 패륜적인 설정으로 인해 막장 드라마 작가라는 비난을 받게 되었다.
등장 인물의 이름을 독특하게 짓는 것으로도 유명한데, 예를 들면, 형제의 이름을 '혼수', '상태'로, 자매의 이름을 '어영', '부영', '수박', '호박' 등으로 짓는 식이다. 이러한 작명법은 극의 말미까지 연결되는 배역의 캐릭터를 상징적으로 드러내는 기법, 즉 배역명이 곧 그 인물의 스포일러가 되는 셈이다.

## 집필 활동

### 텔레비전 드라마
| 연도      | 제목                      | 방송사 | 연출           | 최고 시청률 (AGB) |
| --------- | ------------------------- | ------ | -------------- | ----------------- |
| 1991      | 드라마게임 - 문 밖의 행복 | KBS2   | 최길규         | -                 |
| 1991      | TV 문예극장 - 검은 양복   | KBS1   | 김충길         | -                 |
| 1992      | 분노의 왕국               | MBC    | 이관희         | -                 |
| 1992      | 대리인 (8·15 특집극)      | KBS1   | 이현석         | -                 |
| 1994      | 폴리스                    | KBS2   | 이현석         | -                 |
| 1994      | 미개인                    | KBS2   | 김충길         | -                 |
| 1995-1996 | 바람은 불어도             | KBS1   | 이영희         | 55.8%             |
| 1996      | 드라마게임 - 깊은 바다    | KBS2   | 표민수         | -                 |
| 1997-1998 | 정 때문에                 | KBS1   | 김현준         | 48.7%             |
| 1999-2000 | 남의 속도 모르고          | MBC    | 신호균, 이정표 | 38.9%             |
| 2001      | 결혼의 법칙               | MBC    | 장수봉         | 19.7%             |
| 2002      | 그 여자 사람잡네          | SBS    | 성준기         | 23.4%             |
| 2004      | 애정의 조건               | KBS2   | 김종창         | 45.4%             |
| 2005      | 장밋빛 인생               | KBS2   | 김종창         | 41.1%             |
| 2006      | 소문난 칠공주             | KBS2   | 배경수         | 44.4%             |
| 2007-2008 | 조강지처 클럽             | SBS    | 손정현         | 40.2%             |
| 2009-2010 | 수상한 삼형제             | KBS2   | 진형욱         | 43.5%             |
| 2011-2012 | 폼나게 살거야             | SBS    | 홍창욱         | 14.6%             |
| 2013-2014 | 왕가네 식구들             | KBS2   | 진형욱         | 48.3%             |
| 2016-2017 | 우리 갑순이               | SBS    | 부성철         | 20.1%             |
| 2019      | 왜그래 풍상씨             | KBS2   | 진형욱, 이현석 | 22.7%             |
| 2021      | 오케이 광자매             | KBS2   | 이진서         | 32.6%             |
| 2022-2023 | 빨간풍선                  | TV조선 | 진형욱         | 11.6%             |
| 2026      | 너 없이 못살아            | TV조선 | 진형욱         |                   |

### 도서
- 《분노의 왕국》 (신원문화사, 1991년)[10]
- 《황가네 식구들》 (신원문화사, 1994년)[11]

## 수상 경력
- 1992년 제1회 MBC 문학상 수상 - 《분노의 왕국》
- 1996년 제32회 백상예술대상 TV극본상
- 1996년 제23회 한국방송대상 대상, TV작가상
- 1996년 제8회 한국방송프로듀서 작가부문 특별상
- 1997년 KBS 연기대상 작가상
- 2004년 KBS 연기대상 작가상
- 2006년 KBS 연기대상 특별상
- 2008년 SBS 연기대상 공로상
- 2013년 KBS 연기대상 작가상

## 같이 보기
- 임성한
- 김순옥
- 서영명
- 김사경
- 구현숙
- 막장 드라마

### 내용주
1. ↑  원래 1992년 8월 27일에 KBS 1TV에서 《TV 문예극장》을 통해 방영될 예정이었으나, 한센병(나병) 병력자들의 권익 단체인 한성협동회의 항의를 받으면서 사전에 방영이 취소되었으며, 1994년 1월 1일에 KBS2에서 《앙코르 문예극장》을 통해 방영되었다.

### 참고주
1. ↑  이우철 (2006년 12월 26일). “'소문난칠공주' 문영남씨 속초방문”. 설악신문.
2. ↑  이희용 (1996년 3월 26일). “<인터뷰> KBS 「바람은 불어도」의 작가 文英男”. 연합뉴스.
3. ↑  이승헌 (1998년 10월 22일). “'정때문에'문영남씨 원고료 7억원 특별고료만 5억5천만원 문화관광위 국감자료”. 동아일보.
4. ↑  김미영 (2008년 9월 11일). “'조강지처클럽' PD, "막장드라마? 휴머니즘도 있었다"”. 마이데일리.
5. ↑  김수진 (2009년 8월 16일). “'김건강' '엄청난' '김현찰'..문영남식 작명법 또 뜬다”. 스타뉴스.
6. ↑  “AGB 닐슨 미디어리서치 홈페이지 참조.”. 2017년 3월 17일에 원본 문서에서 보존된 문서. 2017년 9월 22일에 확인함.
7. ↑  “TV광복절 특집극”. 경향신문. 1992년 8월 1일.
8. ↑  “드라마「광복절 특집-대리인」(KBS1·하오10:10)”. 경향신문. 1992년 8월 14일.
9. ↑  “TV문예극장「미개인」방영취소 나병단체 항의로”. 경향신문. 1992년 8월 22일.
10. ↑  “MBC문학상 수상자 문영남씨당선작발간”. 매일경제. 1991년 7월 5일.
11. ↑  “황가네식구들〈문영남 지음〉”. 매일경제. 1994년 7월 17일.